# Serenissima Signoria

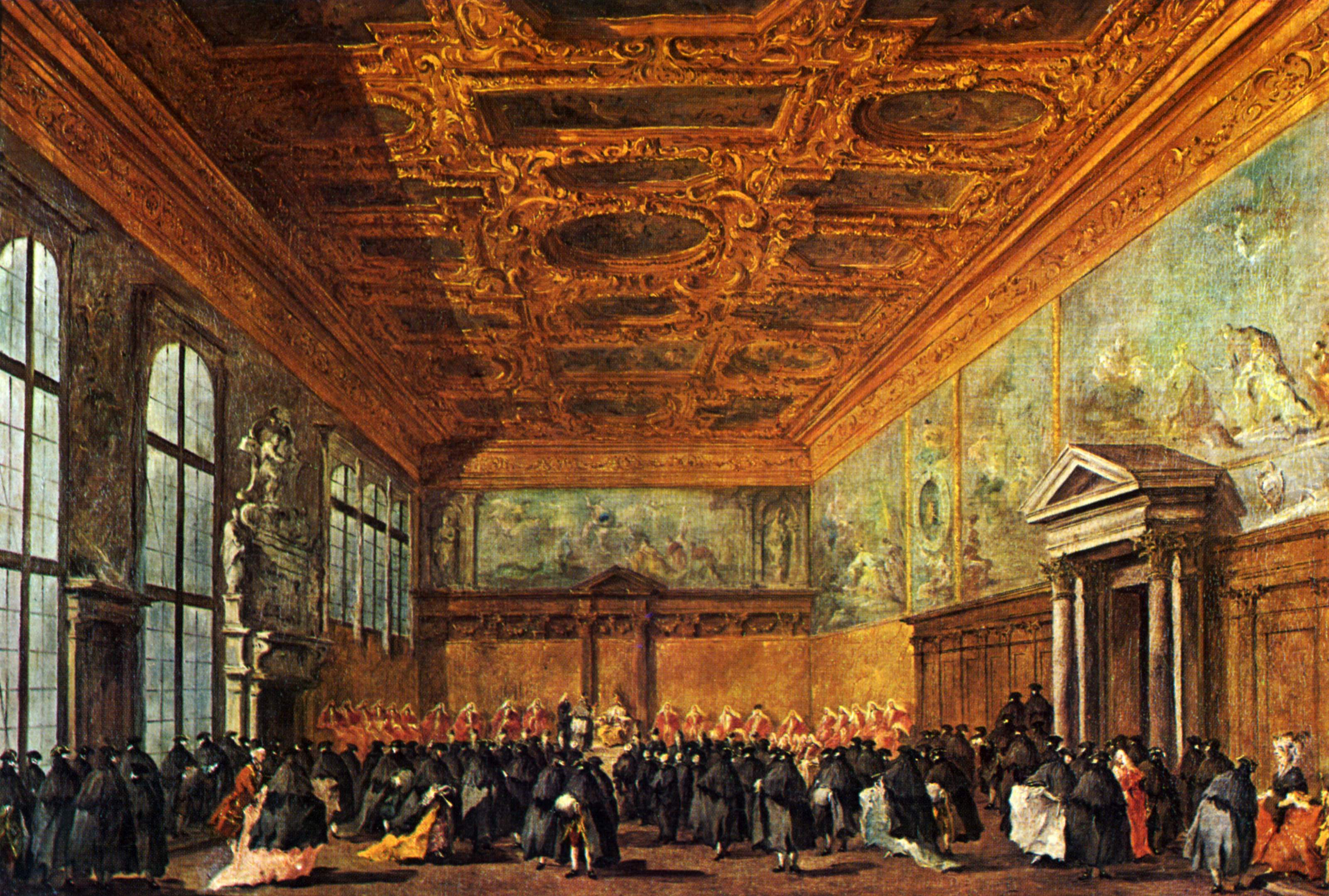
Francesco Guardi, "L'udienza accordata dal doge di Venezia nella sala del Collegio nel Palazzo Ducale", olio su tela, Musée du Louvre, Parigi

Nella Repubblica di Venezia la Serenissima Signoria era il supremo organo di rappresentanza della sovranità e il termine con cui la stessa veniva designata.

Quest'organo si componeva:
- del Doge della Repubblica di Venezia, formalmente Capo di Stato della Repubblica di Venezia;
- dei sei Consiglieri Ducali, eletti dal Maggior Consiglio e costituenti a loro volta il Minor Consiglio;
- dei Tre Capi della Quarantia, giudici supremi.

La Signoria in pratica costituiva un tutt'uno con il potere ducale, tanto che si può pensare in altre parole che essa fosse null'altro che l'insieme del doge e degli uomini incaricati di coadiuvarlo e sorvegliarlo così strettamente da diventare compartecipi della sua stessa "Signoria Serenissima".

La Signoria presiedeva tutti i consigli della Repubblica ed era considerata nel suo complesso talmente importante da superare lo stesso principe, tanto che l'espressione "si è morto il Doxe, no la Signoria" ("se è morto il Doge, non è morta la Signoria") era ritualmente pronunciata in occasione della morte del Doge.
 Il termine Serenissima Signoria dal 1423 sostituì correntemente quello più antico di Commune Veneciarum, venendo poi ufficialmente adottato a partire dalla Promissione Ducale di Cristoforo Moro (12 maggio 1462).